# DJ Muggs
Lawrence Muggerud (Queens, Nueva York; 28 de enero de 1968), más conocido por su nombre artístico DJ Muggs, es un DJ, ingeniero de audio y productor discográfico estadounidense de Hip Hop, miembro de Cypress Hill. Es el fundador y productor del colectivo musical Soul Assassins.
DJ Muggs, ha producido a otros grupos y artistas tales como House of Pain, Die Antwoord, U2, Janet Jackson , Funkdoobiest, Psycho Realm, Dizzee Rascal, Depeche Mode, entre otros. Es considerado como uno de los productores más respetados hasta hoy, seleccionado con productores de la talla de Swizz Beatz, Dr Dre, Timbaland etc.

## Álbumes de estudio
- 1997: The Soul Assassins (Chapter 1)
- 1999: Juxtapose con Tricky & Dame Grease
- 1999: Los Grandes Éxitos en Español
- 2000: Soul Assassins II
- 2003: Dust
- 2004: The Last Assassin  con Chace Infinite
- 2005: Mash Up Radio (Hip Hop vs. Rock) Vol. 1 con DJ Warrior
- 2005: Mash Up Radio (Hip Hop vs. Rock) Vol. 2 con DJ Warrior
- 2005: Grandmasters with GZA
- 2007: Legend of the Mask and the Assassin  con Sick Jacken featuring Cynic
- 2008: Pain Language con Planet Asia
- 2009: Soul Assassins: Intermissions
- 2013: Bass For Your Face
- 2018: Soul Assassins: Día del asesinato
- 2020: Winter
- 2021: Dies Occidendum
- 2021: Winter 2
- 2023: Notes and Tones
- 2023: Soul Assassins 3: Death Valley